# Кути (община Херцег Нови)
Кути (на сръбски: Кути) е село в Черна гора, разположено в община Херцег Нови. Населението му според преброяването през 2011 г. е 729 души, от тях: 457 (62,68 %) сърби, 164 (22,49 %) черногорци, 9 (1,23 %) югославяни, 8 (1,09 %) цигани, 14 (1,92 %) не са определени, 56 (7,68 %) неизвестни.

## Население
Численост на населението според преброяванията през годините:
- 1948 – 506 души
- 1953 – 480 души
- 1961 – 471 души
- 1971 – 477 души
- 1981 – 607 души
- 1991 – 443 души
- 2003 – 607 души
- 2011 – 729 души